# 江州島津氏
江州島津氏（ごうしゅうしまづし）は、近江国に興った島津氏支族の一つ。

## 概要
越前島津氏系の島津六郎左衛門尉忠頼（忠綱四男）の五男・左衛門尉頼昌は、近江国浅井郡町野郷地頭に任じられ、江州島津氏の祖となる。直系子孫は菅浦と改姓し、膳所藩本多家庄屋・菅浦新四郎忠盛家に至る。庶流は島津姓を名乗り、現在に至る。